# Playa de El Barrigón
La playa de El Barrigón, conocida también como Salmoriera es una playa situada en la parroquia de La Isla, en el concejo de Colunga, Asturias, España. Esta playa forma parte de la Costa Oriental de Asturias, no presentando protección medioambiental de ningún tipo.

## Descripción
Se encuentra en el sector este de la Playa de la Isla, de la que la separa una pequeña elevación rocosa, y con la que comparte además de la forma de concha y los gruesos y dorados granos de arena, muchos de los servicios con los que cuenta.
En bajamar se abre un paso que la une a la Playa de la Espasa.

## Características
- Longitud: 150 metros
- Entorno residencial
- Accesos rodados

## Servicios
Los comparte con los de la Playa de La Isla:
- Aparcamiento.
- Duchas.
- Servicio de socorristas diario.
- Restaurantes y chiringuitos.